# Hensza
Hensza ókori egyiptomi és núbiai királyné volt, a XXV. dinasztiához tartozó Piye fáraó felesége. Egyike annak a kevés núbiai királynénak, akit Egyiptomban és Núbiában is említenek.
Básztet istennő egyik szobrán említik Piyével. Mivel ezen a király feleségeként és a király testvéreként említik, valószínű, hogy Piyének egyben a testvére is volt, így apja Kasta núbiai uralkodó, anyja talán Pebatjma királyné lehetett.
Címei: Nagy királyi hitves (ḥm.t-nỉswt wr.t), A király felesége (ḥm.t-nỉswt), Alsó- és Felső-Egyiptom asszonya (ḥnwt-šmˁw-mḥw), A Két Föld asszonya (ḥnwt t3.wỉ), A király leánya (z3.t-nỉswt), A király nővére (sn.t-nỉswt), Örökös hercegnő (ỉrỉỉ.t-pˁt), Nagy kegyben álló (wr.t-ḥzwt), Édes szeretetű (bnr.t mrwt), Uadzset kedveltje (mrỉỉ.t-w3ḏ.t), A kegyelem úrnője (nb.t-ỉm3.t), Minden hölgy úrnője (ḥnwt ḥm.wt nb.wt), Aki elégedetté teszi a királyt minden nap (sḥtp-nỉswt m ẖrt ḥrw).
Sírja az el-Kurru-i királyi temetőben található Ku. 4 piramis. A sír két kamrájában talált temetkezési kellékek – áldozati asztal, kanópuszedények, alabástromvázák és kisebb fajansztárgyak – ma Bostonban, illetve Kartúmban találhatóak.

## Fordítás
- Ez a szócikk részben vagy egészben  a   Khensa című angol Wikipédia-szócikk ezen változatának fordításán alapul.  Az eredeti cikk szerkesztőit annak laptörténete sorolja fel. Ez a jelzés csupán a megfogalmazás eredetét és a szerzői jogokat jelzi, nem szolgál a cikkben szereplő információk forrásmegjelöléseként.